# Inas El-Degheidy
Inas El-Degheidy —también llamada Enas El-Degheidy— (10 de marzo de 1953) es una directora de cine egipcia. El-Degheidy ha hecho películas de contenido social y realista, utilizando escenas explícitas; esto ocasionó que se la etiquetara como «polémica». Si bien sus obras muchas veces analizan las luchas de las mujeres en la sociedad, no le gusta el término «cine de mujeres».

## Biografía
Inas El-Degheidy nació en El Cairo, con siete hermanos, en una familia conservadora de clase media. Su padre enseñaba árabe. Si bien era estricto, fue el único en apoyarla cuando decidió ir a la escuela de cine. Se graduó del Instituto de Cine en 1975 y dirigió su primera película, Perdón, Ley, en 1985.
Su película Al-Samt (Silencio) trata el tema de una mujer abusada sexualmente por su padre. El Comité de Censura Egipcio pidió modificar el guion de modo tal que el padre esté presentado como un enfermo mental y por ende, no representativo de la figura del hombre egipcio en general.

## Filmografía
- `Afwan ayuha al-qanun (Perdón, Ley), 1985
- al-Tahhadi (El desafío), 1988
- Zaman al-mammu` (La era de lo prohibido), 1988
- Imra`a wahida la takfi (Una sola mujer no alcanza), 1990
- Qadiyat Samiha Badran (El caso de Samiha Badran), 1992
- al-Qatila (Mujer asesina), 1992
- Discu disku (Disco, Disco), 1993
- Lahm rakhis (Carne barata), 1994
- Istakoza (Langosta), 1996
- Dantilla (Lazo), 1998. Ganadora del premio a mejor director en el Festival Internacional de Cine de Busan.[1][2]
- Kalam al-layl (Susurros de la noche), 1999
- al-Warda al-hamra (La rosa roja), 2000
- Mudhakkarat murahiqa (Diario de una adolescente), 2001
- Night Talk, 2002
- Al-Bahithat `an al-huriya (Buscando la libertad), 2004